# 矢部 (相模原市)
矢部（やべ）は、神奈川県相模原市中央区の地名。現行行政地名は矢部一丁目から矢部四丁目。住居表示実施済区域。

## 地理
相模原市中央区の北東部、JR東日本横浜線と国道16号にはさまれた区域で、一丁目〜四丁目に分かれている。元は大字矢部新田の一部で、付近にはこのほかに上矢部、矢部新町（やべしんちょう）、東京都町田市の矢部町が分布する。
横浜線を境に大字矢部新田、矢部新町、淵野辺一丁目と、国道16号を境に富士見一丁目・二丁目と接する。さらに街路をはさんで西は相模原四丁目〜六丁目、東は鹿沼台一丁目・二丁目と隣接する。相模原台地上に位置し、区域内に河川はなく、わずかな起伏を除いてほとんど平坦である。
当区域は元、江戸時代中期に開かれた新田である矢部新田の中心部であった。現在は全域が市街化され、元の新田集落も周囲の住宅地に完全に埋没して、農村的景観は全く残されていない。開墾時に村の鎮守として創建された村富神社が境内の森とともにわずかに新田の名残をとどめる。
ほぼ全域が住宅地となっているが、矢部駅南口の周辺には通勤客や周辺住民を対象とする商店が集まっている。横浜線北側の広大な敷地を占める在日米陸軍相模総合補給廠の西門前から国道16号にかけての大通り沿いの区域は、通りをはさんだ相模原六丁目にまたがって西門商店街が形成され、国道16号沿いには多くのロードサイド店舗が立地している。当区域への中規模以上の工場の進出は見られない。

### 地価
住宅地の地価は、2023年（令和5年）1月1日の公示地価によれば、矢部4-8-7の地点で20万5000円/m2となっている。

## 歴史
元は境川の両岸にまたがる矢部と呼ばれる地域の一部であり、1593年（文禄3年）の検地の際に境川が武蔵・相摸両国の国界として確定し、右岸（西側）が相模国高座郡とされたときに、同郡の上矢部村の一部となった。江戸時代前期までは「相模野」と呼ばれる原野の一部で、周辺農村入会の草刈り場として「矢部野」と呼ばれていたが、1675年（延宝3年）に江戸町人の相模屋助右衛門の願い出により矢部野の開墾が始まり、1684年（貞享元年）の検地で上矢部新田村（または矢部新田村）として独立した。明治初期には神奈川県高座郡矢部新田村、1889年（明治22年）に同郡大野村、1941年（昭和16年）に同郡相模原町を経て、1954年（昭和29年）に相模原市の一部となる。
この間、明治初期以降は生糸の輸出とそれにともなう養蚕業の発達に合わせて、一面に桑畑が広がっていた当地域が大きく変貌するきっかけとなったのは、1938年（昭和13年）8月の陸軍相模兵器製造所（1940年より相模陸軍造兵廠）の開設である。敗戦後、相模陸軍造兵廠はその大部分が進駐軍に接収されて1949年（昭和24年）に米陸軍横浜技術廠相模工廠となり、占領終了後も在日米陸軍相模総合補給廠として引き続き利用された。相模工廠はそのまま兵器工場として利用され、1950年（昭和25年）の朝鮮戦争勃発による軍事特需で活況を呈し、地元住民も含めた多くの労働者が生産に従事した。相模工廠の事実上の正門とされた「西門」前には基地労働者を相手にした商店街が形成され、相模工廠への通勤輸送のために1950年（昭和25年）に開設された横浜線の相模仮乗降場が1957年（昭和32年）に正式な駅に昇格して矢部駅となる頃には、横浜線南側の新田集落周辺でも市街化が進行して、新田の農村風景が急速に失われた。
相模原市は1964年（昭和39年）に市役所と相模原駅周辺で最初の住居表示を実施したのに続いて、1965年（昭和40年）7月1日に矢部駅および淵野辺駅周辺で住居表示を実施し、大字矢部新田のうち横浜線と国道16号にはさまれた区域が矢部一丁目〜矢部四丁目となった。
なお、当地域の歴史については上矢部、矢部新田の項も参照されたい。

## 世帯数と人口
2020年（令和2年）10月1日現在（国勢調査）の世帯数と人口（総務省調べ）は以下の通りである。
| 丁目       | 世帯数    | 人口     |
| ---------- | --------- | -------- |
| 矢部一丁目 | 2,016世帯 | 3,789人  |
| 矢部二丁目 | 1,294世帯 | 2,505人  |
| 矢部三丁目 | 1,837世帯 | 3,477人  |
| 矢部四丁目 | 976世帯   | 1,819人  |
| 計         | 6,123世帯 | 11,590人 |

### 人口の変遷
国勢調査による人口の推移。
| 年                 | 人口   |
| ------------------ | ------ |
| 1995年（平成7年）  | 10,167 |
| 2000年（平成12年） | 10,118 |
| 2005年（平成17年） | 10,566 |
| 2010年（平成22年） | 10,939 |
| 2015年（平成27年） | 11,378 |
| 2020年（令和2年）  | 11,590 |

### 世帯数の変遷
国勢調査による世帯数の推移。
| 年                 | 世帯数 |
| ------------------ | ------ |
| 1995年（平成7年）  | 4,259  |
| 2000年（平成12年） | 4,510  |
| 2005年（平成17年） | 5,020  |
| 2010年（平成22年） | 5,426  |
| 2015年（平成27年） | 5,629  |
| 2020年（令和2年）  | 6,123  |

## 学区
市立小・中学校に通う場合、学区は以下の通りとなる（2023年7月時点）
| 丁目       | 番地             | 小学校                 | 中学校                 |
| ---------- | ---------------- | ---------------------- | ---------------------- |
| 矢部一丁目 | 全域             | 相模原市立富士見小学校 | 相模原市立中央中学校   |
| 矢部二丁目 | 全域             | 相模原市立富士見小学校 | 相模原市立中央中学校   |
| 矢部三丁目 | 1〜16番 21～28番 | 相模原市立富士見小学校 | 相模原市立中央中学校   |
| 矢部三丁目 | 17～20番         | 相模原市立富士見小学校 | 相模原市立大野北中学校 |
| 矢部四丁目 | 1〜3番 17〜21番  | 相模原市立富士見小学校 | 相模原市立大野北中学校 |
| 矢部四丁目 | 4～16番          | 相模原市立富士見小学校 | 相模原市立中央中学校   |

- 一丁目、二丁目、三丁目17番～20番、四丁目は指定変更許可区域。

## 事業所
2021年（令和3年）現在の経済センサス調査による事業所数と従業員数は以下の通りである。
| 丁目       | 事業所数  | 従業員数 |
| ---------- | --------- | -------- |
| 矢部一丁目 | 103事業所 | 680人    |
| 矢部二丁目 | 80事業所  | 621人    |
| 矢部三丁目 | 127事業所 | 814人    |
| 矢部四丁目 | 54事業所  | 570人    |
| 計         | 364事業所 | 2,685人  |

### 事業者数の変遷
経済センサスによる事業所数の推移。
| 年                 | 事業者数 |
| ------------------ | -------- |
| 2016年（平成28年） | 385      |
| 2021年（令和3年）  | 364      |

### 従業員数の変遷
経済センサスによる従業員数の推移。
| 年                 | 従業員数 |
| ------------------ | -------- |
| 2016年（平成28年） | 3,047    |
| 2021年（令和3年）  | 2,685    |

## 交通

### 鉄道
- 東日本旅客鉄道（JR東日本）横浜線
  - 矢部駅

### 道路
- 国道16号（東京環状）
- 神奈川往還（浜街道）

## 施設
商業
- フードワン矢部店（三和系列）
- 西門商店街

寺院・神社
- 村富神社
- 妙現寺